# Dymo
Dymo, officieel DYMO Corporation, is een Amerikaanse fabrikant van mechanische en elektrische labelapparaten voor het maken van zelfklevende, beletterde tape en etiketten. Het bedrijf maakt daarnaast ook onder meer weegschalen.

## Geschiedenis
Dymo werd in 1958 in Berkeley in de Amerikaanse staat Californië opgericht door Rudolph Hurwich (1921-2014) als Dymo Industries, een bedrijf dat reliëftapeprinters vervaardigde. Hurwich had het idee voor dit apparaat voor 100.000 dollar gekocht van uitvinder David Souza uit het naburige Hayward. Eind jaren zestig werd een Europees hoofdkantoor geopend in het Belgische Sint-Niklaas. In 1978 werd Dymo door een vijandige overname eigendom van de van oorsprong Zweedse kantoorartikelenproducent Esselte, dat het in 2005 zou verkopen aan Newell Rubbermaid Sinds 2016 bekend als Newell Brands, een beursgenoteerd bedrijf.
Dymo's eerste lettertangen van (verchroomd) metaal en later plastic waren puur mechanisch en werkten door in het handvat te knijpen, maar in 1990 werd begonnen met de productie van labelapparaten op batterijen, met een klein toetsenbord om de tekst in te voeren en een schermpje waarop de ingevoerde tekst te lezen was. Dit maakte het mogelijk de tekst te corrigeren voordat deze werd uitgeprint. Printten de mechanische apparaten de tekst nog af in reliëf, bij de latere elektrische wordt gebruikgemaakt van een thermisch proces, waarvoor geen aparte inkt nodig is. Nadat Esselte in 1998 het Amerikaanse CoStar Corporation had gekocht, kwam ook een door dit bedrijf ontwikkelde etikettenprinter in het assortiment, die het mogelijk maakt vanaf een computer een (adres)etiket af te drukken, waarvoor evenmin een inktpatroon nodig is. Hiervoor dient vanaf de site van Dymo de bijbehorende software worden gedownload en op de computer te worden geïnstalleerd. Rolletjes etiketten kunnen los worden gekocht bij de kantoorboekhandel of kunnen online worden besteld. Met deze labelprinters is het tevens mogelijk om digitale postzegels af te drukken via de site van PostNL. Hiervoor staat op deze site een online-applicatie waarvoor een account aangemaakt dient te worden.
Een bekende concurrent op het gebied van labelapparaten is het Japanse bedrijf Brother.

## Productafbeeldingen

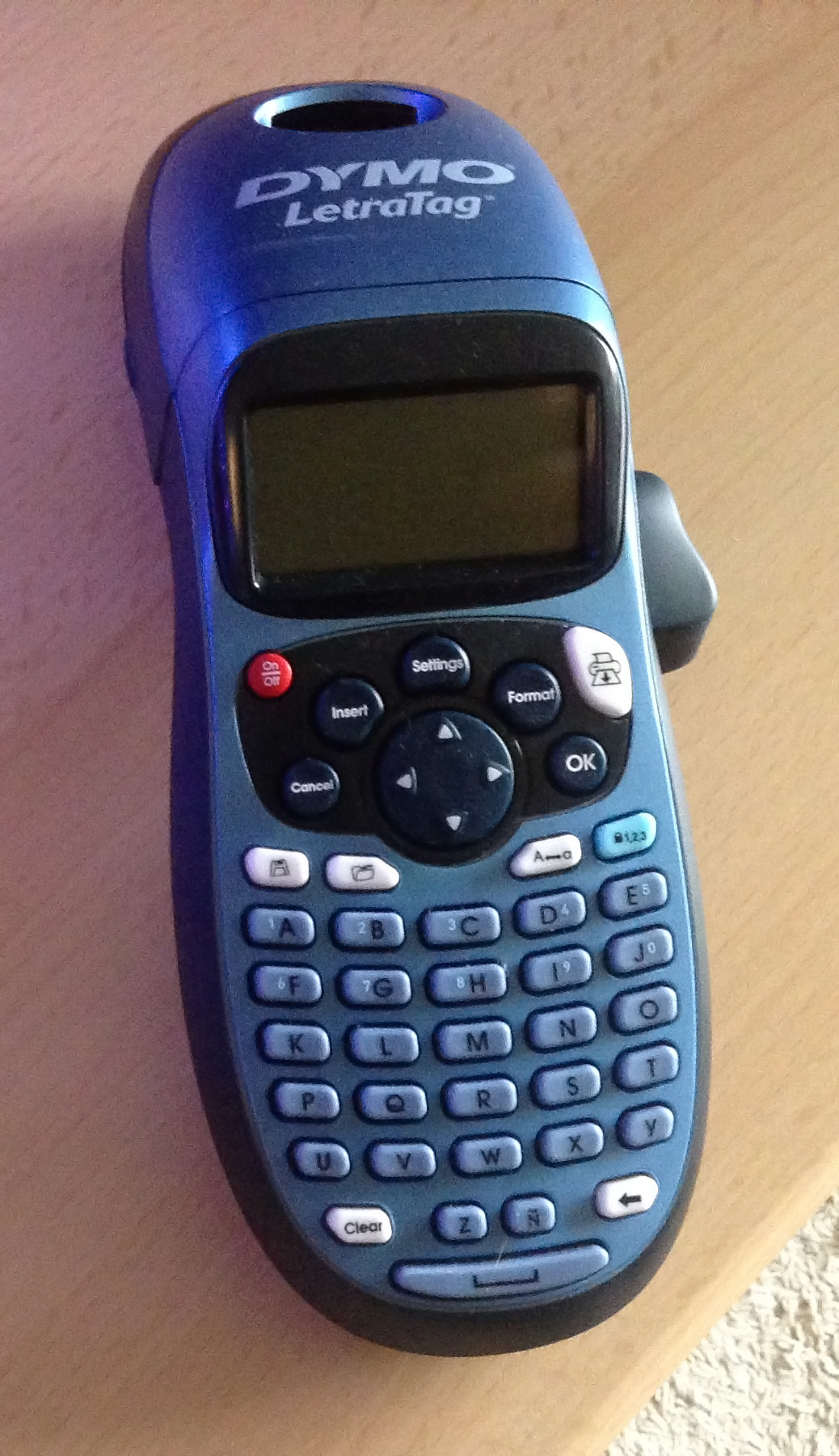
Elektrisch Dymo LetraTag-labelapparaat
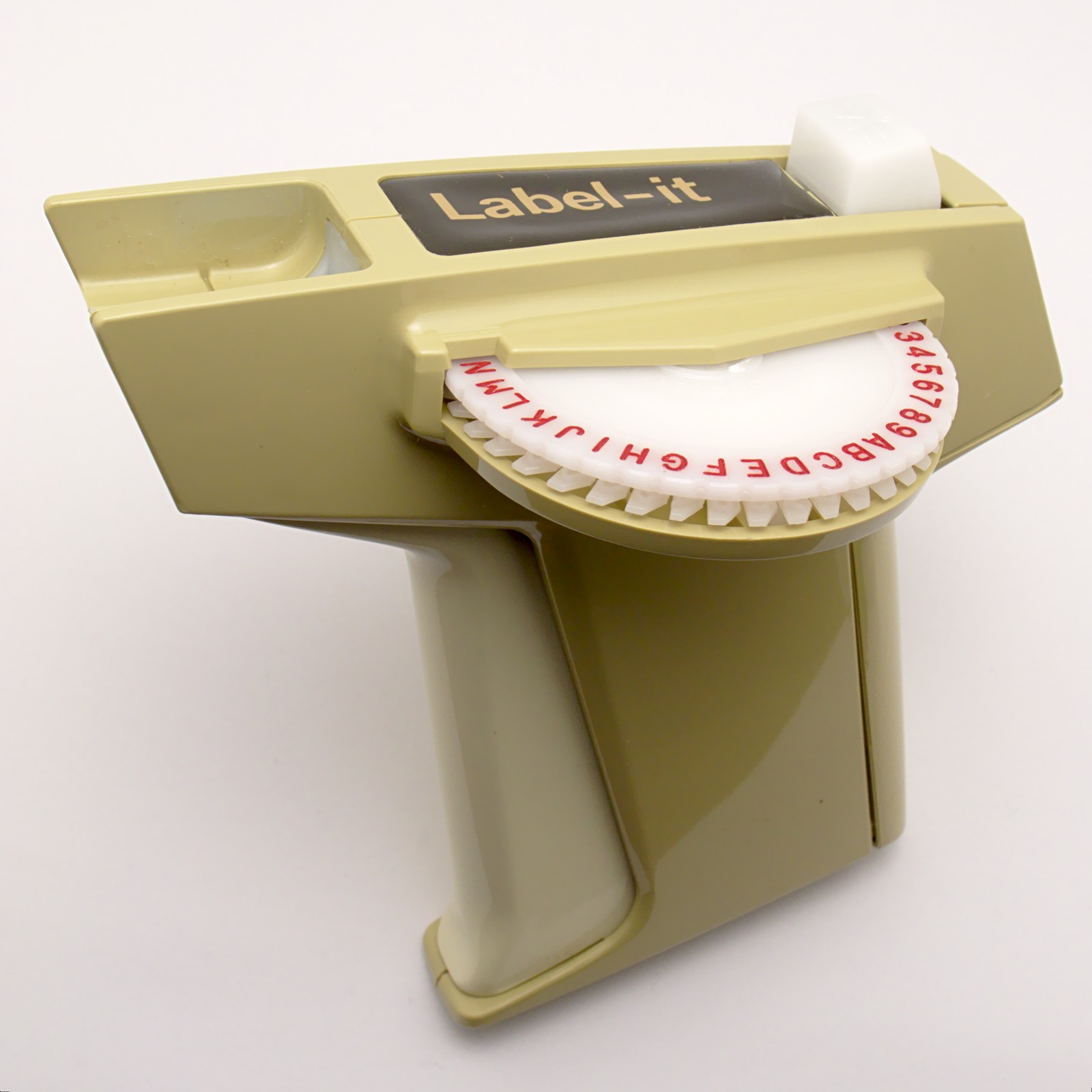
Mechanisch werkende lettertang, die werkt door middel van knijpen
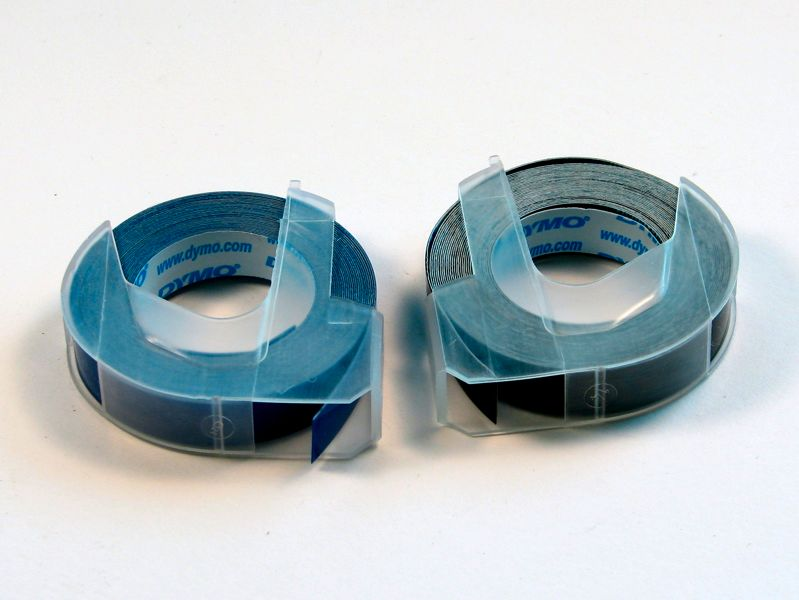
Bij de knijptang behorende rollen reliëftape